# Maria Lindström
Maria Lindström (née le 7 mars 1963) est une joueuse de tennis suédoise, professionnelle de 1983 à 1996. 
En 1988, elle a joué le 3e tour à l'Open d'Australie (battue par Helena Suková), sa meilleure performance en simple dans une épreuve du Grand Chelem.
Au cours de sa carrière, elle a remporté 5 tournois WTA, dont 4 en double.

## Palmarès

### Titres en double dames
| No | Date       | Nom et lieu du tournoi                    | Catégorie | Dotation  | Surface         | Partenaire       | Finalistes                     | Score         |          |
| -- | ---------- | ----------------------------------------- | --------- | --------- | --------------- | ---------------- | ------------------------------ | ------------- | -------- |
| 1  | 24-04-1989 | Taipei International Championships Taïwan | Tier V    | 50 000 $  | Dur (ext.)      | Heather Ludloff  | Cecilia Dahlman Nana Miyagi    | 4-6, 7-5, 6-3 | Parcours |
| 2  | 24-10-1994 | Nokia Grand Prix Essen                    | Tier II   | 400 000 $ | Moquette (int.) | Maria Strandlund | Eugenia Maniokova Leila Meskhi | 6-2, 6-1      | Parcours |

### Finales en double dames
| No | Date       | Nom et lieu du tournoi | Catégorie | Dotation  | Surface      | Vainqueures                              | Partenaire       | Score         |          |
| -- | ---------- | ---------------------- | --------- | --------- | ------------ | ---------------------------------------- | ---------------- | ------------- | -------- |
| 1  | 16-05-1988 | European Open Genève   | Tier V    | 100 000 $ | Terre (ext.) | Christiane Jolissaint Dinky Van Rensburg | Claudia Porwik   | 6-1, 6-3      | Parcours |
| 2  | 08-05-1995 | Prague Open Prague     | Tier IV   | 107 500 $ | Terre (ext.) | Linda Wild Chanda Rubin                  | Maria Strandlund | 6-7, 6-3, 6-2 | Parcours |

## Parcours en Grand Chelem

### En simple dames
| Année | Open d'Australie (janvier) | Open d'Australie (janvier) | Internationaux de France | Internationaux de France | Wimbledon       | Wimbledon     | US Open         | US Open          | Open d'Australie (décembre) | Open d'Australie (décembre) |
| 1985  | n/a                        | n/a                        | -                        | -                        | -               | -             | 1er tour (1/64) | Belinda Cordwell | -                           | -                           |
| 1986  | n/a                        | n/a                        | 1er tour (1/64)          | Virginie Paquet          | -               | -             | -               | -                | n/a                         | n/a                         |
| 1987  | -                          | -                          | 1er tour (1/64)          | Karen Schimper           | -               | -             | -               | -                | n/a                         | n/a                         |
| 1988  | 3e tour (1/16)             | Helena Suková              | 1er tour (1/64)          | Karen Schimper           | 1er tour (1/64) | Jo-Anne Faull | 1er tour (1/64) | Elly Hakami      | n/a                         | n/a                         |
| 1989  | 1er tour (1/64)            | Zina Garrison              | -                        | -                        | -               | -             | -               | -                | n/a                         | n/a                         |

À droite du résultat, l’ultime adversaire.

### En double dames
| Année | Open d'Australie (janvier)   | Open d'Australie (janvier) | Internationaux de France     | Internationaux de France   | Wimbledon                     | Wimbledon                   | US Open                       | US Open                    | Open d'Australie (décembre) | Open d'Australie (décembre) |
| 1985  | n/a                          | n/a                        | -                            | -                          | -                             | -                           | -                             | -                          | 1er tour (1/16) C. Karlsson | Jenny Byrne J. Thompson     |
| 1986  | n/a                          | n/a                        | 1er tour (1/32) Paula Smith  | Jenny Byrne J. Thompson    | 2e tour (1/16) Paula Smith    | C. Reynolds Anne Smith      | 1er tour (1/32) C. Lindqvist  | K. Horvath Terry Phelps    | n/a                         | n/a                         |
| 1987  | -                            | -                          | 1er tour (1/32) M. Bollegraf | I. Kuczyńska R. Kordová    | 2e tour (1/16) M. Bollegraf   | B. Nagelsen E. Smylie       | -                             | -                          | n/a                         | n/a                         |
| 1988  | 1/4 de finale Alison Scott   | Zina Garrison B. Potter    | 3e tour (1/8) C. Porwik      | Nicole Provis Elna Reinach | 1/4 de finale C. Porwik       | Chris Evert W. Turnbull     | 1er tour (1/32) N. Herreman   | Tracy Austin MJ Fernández  | n/a                         | n/a                         |
| 1989  | 1er tour (1/32) H. Ludloff   | Jo Durie MJ Fernández      | -                            | -                          | 1er tour (1/32) H. Ludloff    | Kohde-Kilsch C. Porwik      | 3e tour (1/8) H. Ludloff      | MJ Fernández Pam Shriver   | n/a                         | n/a                         |
| 1990  | 3e tour (1/8) H. Ludloff     | G. Fernández Robin White   | 2e tour (1/16) C. Lindqvist  | N. Medvedeva Leila Meskhi  | 2e tour (1/16) H. Ludloff     | Mercedes Paz A. Sánchez     | 2e tour (1/16) H. Ludloff     | Lise Gregory Gretchen Rush | n/a                         | n/a                         |
| 1991  | 2e tour (1/16) H. Ludloff    | Mercedes Paz G. Sabatini   | -                            | -                          | -                             | -                           | 1er tour (1/32) C. Suire      | L. Ferrando W. Probst      | n/a                         | n/a                         |
| 1992  | -                            | -                          | 1er tour (1/32) C. Lindqvist | P. Langrová R. Zrubáková   | 2e tour (1/16) Ei Iida        | A. Sánchez Helena Suková    | -                             | -                          | n/a                         | n/a                         |
| 1993  | -                            | -                          | 2e tour (1/16) Whittington   | Katrina Adams M. Bollegraf | 2e tour (1/16) M. Strandlund  | M. Oremans Caroline Vis     | 1er tour (1/32) M. Strandlund | C. MacGregor S. Stafford   | n/a                         | n/a                         |
| 1994  | -                            | -                          | -                            | -                          | 1er tour (1/32) M. Strandlund | K. Habšudová R. Zrubáková   | 1er tour (1/32) M. Strandlund | A. Coetzer Gorrochategui   | n/a                         | n/a                         |
| 1995  | 2e tour (1/16) M. Strandlund | Lori McNeil Helena Suková  | 2e tour (1/16) M. Strandlund | Elna Reinach Irina Spîrlea | 2e tour (1/16) M. Strandlund  | K. Boogert N. Jagerman      | 1er tour (1/32) M. Strandlund | Elna Reinach Irina Spîrlea | n/a                         | n/a                         |
| 1996  | 2e tour (1/16) M. Strandlund | L. Davenport MJ Fernández  | 2e tour (1/16) M. Strandlund | Katrina Adams M. de Swardt | 1er tour (1/32) M. Strandlund | Julia Lutrova T. Tanasugarn | 1er tour (1/32) L. Pleming    | Nicole Arendt M. Bollegraf | n/a                         | n/a                         |

Sous le résultat, la partenaire ; à droite, l’ultime équipe adverse.

### En double mixte
| Année | Open d'Australie              | Open d'Australie            | Internationaux de France      | Internationaux de France  | Wimbledon                    | Wimbledon                | US Open | US Open |
| 1989  | 1er tour (1/16) T. Svantesson | Patty Fendick Rick Leach    | -                             | -                         | -                            | -                        | -       | -       |
| 1990  | 1er tour (1/16) Nduka Odizor  | Jo-Anne Faull T. Woodbridge | 1er tour (1/32) Ville Jansson | Andrea Vieira Luiz Mattar | -                            | -                        | -       | -       |
| 1993  | -                             | -                           | -                             | -                         | 1er tour (1/32) Johan Donar  | M. Oremans Jacco Eltingh | -       | -       |
| 1995  | -                             | -                           | 1er tour (1/32) L. Wahlgren   | Clare Wood Libor Pimek    | 1er tour (1/32) L. Wahlgren  | N. Bradtke Brett Steven  | -       | -       |
| 1996  | -                             | -                           | -                             | -                         | 1er tour (1/32) A. Kratzmann | Navrátilová J. Stark     | -       | -       |

Sous le résultat, le partenaire ; à droite, l’ultime équipe adverse.

## Parcours aux Jeux olympiques

### En double dames
| # | Date       | Nom de l'olympiade      | Surface      | Résultat        | Partenaire         | Ultimes adversaires               | Score     |          |
| - | ---------- | ----------------------- | ------------ | --------------- | ------------------ | --------------------------------- | --------- | -------- |
| 1 | 28/07/1992 | Olympic Games Barcelone | Terre (ext.) | 1er tour (1/16) | Catarina Lindqvist | Claudia Chabalgoity Andrea Vieira | 6-2, 7-65 | Parcours |

## Parcours en Coupe de la Fédération
| #                                                                       | Date       | Lieu       | Surface         | Gagnante(s)                        | Perdante(s)                          | Score          |          |
|                                                                         |            |            |                 |                                    |                                      |                |          |
| 1985 - 1er tour (groupe mondial) - Canada - Suède - 2 : 1               |            |            |                 |                                    |                                      |                |          |
| 1                                                                       | 08/10/1985 | Nagoya     | Dur (ext.)      | Catarina Lindqvist Maria Lindström | Carling Bassett Hélène Pelletier     | 4-6, 6-3, 6-4  | Parcours |
|                                                                         |            |            |                 |                                    |                                      |                |          |
| 1987 - 1er tour (groupe mondial) - Suède - Tchécoslovaquie - 0 : 3      |            |            |                 |                                    |                                      |                |          |
| 2                                                                       | 28/07/1987 | Vancouver  |                 | Hana Mandlíková Jana Novotná       | Catarina Lindqvist Maria Lindström   | 6-3, 6-2       | Parcours |
|                                                                         |            |            |                 |                                    |                                      |                |          |
| 1988 - 1er tour (groupe mondial) - Bulgarie - Suède - 0 : 3             |            |            |                 |                                    |                                      |                |          |
| 3                                                                       | 05/12/1988 | Melbourne  |                 | Jonna Jonerup Maria Lindström      | Galia Angelova Elena Pampoulova      | 2-6, 7-65, 6-1 | Parcours |
|                                                                         |            |            |                 |                                    |                                      |                |          |
| 1988 - 2e tour (groupe mondial) - Suède - États-Unis - 2 : 1            |            |            |                 |                                    |                                      |                |          |
| 4                                                                       | 05/12/1988 | Melbourne  |                 | Gigi Fernández Lori McNeil         | Catarina Lindqvist Maria Lindström   | 7-5, 6-1       | Parcours |
|                                                                         |            |            |                 |                                    |                                      |                |          |
| 1988 - 1/4 de finale (groupe mondial) - Canada - Suède - 3 : 0          |            |            |                 |                                    |                                      |                |          |
| 5                                                                       | 05/12/1988 | Melbourne  |                 | Jill Hetherington Helen Kelesi     | Catarina Lindqvist Maria Lindström   | 6-3, 6-0       | Parcours |
|                                                                         |            |            |                 |                                    |                                      |                |          |
| 1991 - Barrage (groupe mondial I) - Paraguay - Suède - 0 : 3            |            |            |                 |                                    |                                      |                |          |
| 6                                                                       | 24/07/1991 | Nottingham |                 | Jonna Jonerup Maria Lindström      | Rossana de los Ríos Larissa Schaerer | 6-3, 6-0       | Parcours |
|                                                                         |            |            |                 |                                    |                                      |                |          |
| 1992 - 1er tour (groupe mondial) - Suède - Suisse - 2 : 1               |            |            |                 |                                    |                                      |                |          |
| 7                                                                       | 14/07/1992 | Francfort  | Terre (ext.)    | Maria Lindström Maria Strandlund   | Manuela Maleeva Michelle Strebel     | 6-4, 5-7, 6-4  | Parcours |
|                                                                         |            |            |                 |                                    |                                      |                |          |
| 1992 - 2e tour (groupe mondial) - Pologne - Suède - 2 : 1               |            |            |                 |                                    |                                      |                |          |
| 8                                                                       | 15/07/1992 | Francfort  | Terre (ext.)    | Magdalena Feistel K. Teodorowicz   | Maria Lindström Maria Strandlund     | 6-3, 6-2       | Parcours |
|                                                                         |            |            |                 |                                    |                                      |                |          |
| 1993 - 1er tour (groupe mondial) - Suède - Uruguay - 3 : 0              |            |            |                 |                                    |                                      |                |          |
| 9                                                                       | 19/07/1993 | Francfort  | Terre (ext.)    | Maria Lindström Maria Strandlund   | Claudia Brause Patricia Miller       | 6-4, 6-3       | Parcours |
|                                                                         |            |            |                 |                                    |                                      |                |          |
| 1993 - 2e tour (groupe mondial) - Suède - France - 0 : 3                |            |            |                 |                                    |                                      |                |          |
| 10                                                                      | 21/07/1993 | Francfort  | Terre (ext.)    | Julie Halard Nathalie Tauziat      | Maria Lindström Maria Strandlund     | 6-2, 6-3       | Parcours |
|                                                                         |            |            |                 |                                    |                                      |                |          |
| 1994 - 1er tour (groupe mondial) - Belgique - Suède - 1 : 2             |            |            |                 |                                    |                                      |                |          |
| 11                                                                      | 18/07/1994 | Francfort  | Terre (ext.)    | Maria Lindström Maria Strandlund   | Sabine Appelmans Dominique Monami    | 4-6, 6-1, 6-3  | Parcours |
|                                                                         |            |            |                 |                                    |                                      |                |          |
| 1994 - 2e tour (groupe mondial) - Suède - Japon - 0 : 3                 |            |            |                 |                                    |                                      |                |          |
| 12                                                                      | 20/07/1994 | Francfort  | Terre (ext.)    | Mana Endo Nana Miyagi              | Maria Lindström Maria Strandlund     | 6-72, 6-1, 6-2 | Parcours |
|                                                                         |            |            |                 |                                    |                                      |                |          |
| 1995 - 1/4 de finale (groupe mondial II) - Suède - Pays-Bas - 0 : 5     |            |            |                 |                                    |                                      |                |          |
| 13                                                                      | 22/04/1995 | Västerås   | Moquette (int.) | Manon Bollegraf Caroline Vis       | Maria Lindström Maria Strandlund     | 6-1, 6-3       | Parcours |
|                                                                         |            |            |                 |                                    |                                      |                |          |
| 1995 - Barrage (groupe mondial II) - République tchèque - Suède - 4 : 1 |            |            |                 |                                    |                                      |                |          |
| 14                                                                      | 22/07/1995 | Prague     | Moquette (int.) | Petra Langrová Helena Suková       | Annica Lindstedt Maria Lindström     | 6-4, 6-1       | Parcours |

## Classements WTA en fin de saison

### En simple
| Année | 1983 | 1985 | 1986 | 1987 | 1988 | 1989 | 1990 | 1991 | 1992 | 1993 |
| Rang  | 248  | 138  | 148  | 114  | 136  | 188  | 346  | 275  | 341  | 539  |

Source : (en) « Classements de Maria Lindström », sur le site officiel du WTA Tour

### En double
| Année | 1986 | 1987 | 1988 | 1989 | 1990 | 1991 | 1992 | 1993 |
| Rang  | 121  | 157  | 74   | 78   | 64   | 155  | 123  | 108  |

Source : (en) « Classements de Maria Lindström », sur le site officiel du WTA Tour